# Кинельский район
Кине́льский райо́н — административно-территориальная единица (район) и муниципальное образование (муниципальный район) в центре Самарской области России.
Административный центр — город Кинель (в состав района не входит).

## География
Кинельский район расположен в центральной части области. Площадь района — 2104 км². На севере район граничит с Красноярским, на востоке с Кинель-Черкасским и Богатовским, на юге с Нефтегорским, на западе с Волжским районами Самарской области.
Основные реки — Самара, Большой Кинель, Кутулук.

## История
В состав Русского государства территория Кинельского района попала во второй половине XVI века, до этого здесь проживали тюркские племена, предки современных чувашей и башкир.
Район образован в 1928 году.

## Население
| 2002    | 2008    | 2010    | 2011    | 2012    | 2013    | 2014    | 2015    | 2016    |
| ------- | ------- | ------- | ------- | ------- | ------- | ------- | ------- | ------- |
| 30 484  | ↘29 521 | ↗33 258 | ↘33 099 | ↘32 916 | ↘32 676 | ↘32 442 | ↗32 470 | ↗32 747 |
| 2017    | 2018    | 2019    | 2020    | 2021    |         |         |         |         |
| ↘32 689 | ↘32 552 | ↘32 134 | ↘31 610 | ↘30 976 |         |         |         |         |

## Муниципально-территориальное устройство
В муниципальный район Кинельский входят 12 муниципальных образований со статусом сельского поселения::
| №  | Муниципальное образование          | Административный центр | Количество населённых пунктов | Население | Площадь, км2 |
| -- | ---------------------------------- | ---------------------- | ----------------------------- | --------- | ------------ |
| 1  | сельское поселение Алакаевка       | село Алакаевка         | 1                             | ↘1001     | 61,42        |
| 2  | сельское поселение Бобровка        | село Бобровка          | 5                             | ↘2861     | 132,53       |
| 3  | сельское поселение Богдановка      | село Богдановка        | 5                             | ↘1891     | 148,27       |
| 4  | сельское поселение Георгиевка      | село Георгиевка        | 8                             | ↗5302     | 173,84       |
| 5  | сельское поселение Домашка         | село Домашка           | 4                             | ↘3000     | 250,02       |
| 6  | сельское поселение Кинельский      | посёлок Кинельский     | 8                             | ↘2137     | 152,84       |
| 7  | сельское поселение Комсомольский   | посёлок Комсомольский  | 10                            | ↗4677     | 236,41       |
| 8  | сельское поселение Красносамарское | село Красносамарское   | 5                             | ↘1626     | 214,40       |
| 9  | сельское поселение Малая Малышевка | село Малая Малышевка   | 5                             | ↘2208     | 271,39       |
| 10 | сельское поселение Новый Сарбай    | село Новый Сарбай      | 5                             | ↘1167     | 89,32        |
| 11 | сельское поселение Сколково        | село Сколково          | 4                             | ↗2005     | 141,80       |
| 12 | сельское поселение Чубовка         | село Чубовка           | 3                             | ↘3101     | 177,05       |

### Населённые пункты
В Кинельском районе 63 населённых пункта.
| №  | Населённый пункт  | Тип                       | Население | Муниципальное образование          |
| -- | ----------------- | ------------------------- | --------- | ---------------------------------- |
| 1  | 1150 км           | железнодорожная платформа | 0         | сельское поселение Комсомольский   |
| 2  | 1157 км           | железнодорожная платформа | 0         | сельское поселение Комсомольский   |
| 3  | 1161 км           | железнодорожная платформа | 25        | сельское поселение Георгиевка      |
| 4  | 1169 км           | железнодорожная платформа | 1         | сельское поселение Георгиевка      |
| 5  | Алакаевка         | село                      | ↘1001     | сельское поселение Алакаевка       |
| 6  | Александровка     | село                      | 214       | сельское поселение Малая Малышевка |
| 7  | Бобровка          | село                      | 1842      | сельское поселение Бобровка        |
| 8  | Богдановка        | село                      | 1304      | сельское поселение Богдановка      |
| 9  | Большая Малышевка | село                      | 727       | сельское поселение Георгиевка      |
| 10 | Бугры             | посёлок                   | 75        | сельское поселение Чубовка         |
| 11 | Бузаевка          | село                      | 992       | сельское поселение Сколково        |
| 12 | Вертяевка         | посёлок                   | 380       | сельское поселение Георгиевка      |
| 13 | Георгиевка        | село                      | ↘3858     | сельское поселение Георгиевка      |
| 14 | Грачевка          | село                      | 144       | сельское поселение Комсомольский   |
| 15 | Гурьевка          | село                      | 215       | сельское поселение Георгиевка      |
| 16 | Домашка           | село                      | 2757      | сельское поселение Домашка         |
| 17 | Заречье           | посёлок                   | 56        | сельское поселение Новый Сарбай    |
| 18 | Казахский         | аул                       | 367       | сельское поселение Богдановка      |
| 19 | Карповка          | село                      | 4         | сельское поселение Малая Малышевка |
| 20 | Кинельский        | посёлок                   | 1715      | сельское поселение Кинельский      |
| 21 | Колки             | посёлок                   | 0         | сельское поселение Кинельский      |
| 22 | Комсомольский     | посёлок                   | ↗3520     | сельское поселение Комсомольский   |
| 23 | Красная Самарка   | село                      | 4         | сельское поселение Красносамарское |
| 24 | Красносамарское   | село                      | 1594      | сельское поселение Красносамарское |
| 25 | Красный Ключ      | посёлок                   | 132       | сельское поселение Богдановка      |
| 26 | Крестьянский      | посёлок                   | 3         | сельское поселение Домашка         |
| 27 | Кривая Лука       | село                      | 185       | сельское поселение Богдановка      |
| 28 | Круглинский       | посёлок                   | 140       | сельское поселение Красносамарское |
| 29 | Культура          | посёлок                   | 7         | сельское поселение Кинельский      |
| 30 | Кутулук           | посёлок                   | 156       | сельское поселение Георгиевка      |
| 31 | Лебяжий           | посёлок                   | 5         | сельское поселение Красносамарское |
| 32 | Луговой           | посёлок                   | 58        | сельское поселение Кинельский      |
| 33 | Малая Малышевка   | село                      | 2279      | сельское поселение Малая Малышевка |
| 34 | Михайловский      | посёлок                   | 37        | сельское поселение Бобровка        |
| 35 | Моховой           | посёлок                   | 21        | сельское поселение Бобровка        |
| 36 | Нижненикольский   | посёлок                   | 75        | сельское поселение Домашка         |
| 37 | Николаевка 1-я    | деревня                   | 0         | сельское поселение Новый Сарбай    |
| 38 | Николаевка 2-я    | село                      | 226       | сельское поселение Новый Сарбай    |
| 39 | Новосадовый       | посёлок                   | 105       | сельское поселение Богдановка      |
| 40 | Новый Сарбай      | село                      | 1131      | сельское поселение Новый Сарбай    |
| 41 | Октябрьский       | посёлок                   | 1214      | сельское поселение Бобровка        |
| 42 | Павловка          | село                      | 188       | сельское поселение Комсомольский   |
| 43 | Парфеновка        | село                      | 543       | сельское поселение Домашка         |
| 44 | Подлесный         | посёлок                   | 21        | сельское поселение Малая Малышевка |
| 45 | Покровка          | село                      | 310       | сельское поселение Комсомольский   |
| 46 | Поплавский        | посёлок                   | 114       | сельское поселение Красносамарское |
| 47 | Преображенка      | село                      | 178       | сельское поселение Сколково        |
| 48 | Привет            | посёлок                   | 90        | сельское поселение Новый Сарбай    |
| 49 | Пчелка            | посёлок                   | 17        | сельское поселение Сколково        |
| 50 | Свободный         | посёлок                   | 44        | сельское поселение Георгиевка      |
| 51 | Сколково          | село                      | 834       | сельское поселение Сколково        |
| 52 | Сосновский        | посёлок                   | 28        | сельское поселение Малая Малышевка |
| 53 | Спиридоновка      | железнодорожная станция   | 34        | сельское поселение Комсомольский   |
| 54 | Сырейка           | село                      | 1112      | сельское поселение Чубовка         |
| 55 | Трехколки         | посёлок                   | 46        | сельское поселение Кинельский      |
| 56 | Тростянка         | посёлок                   | 20        | сельское поселение Комсомольский   |
| 57 | Тургеневка        | железнодорожная станция   | 302       | сельское поселение Комсомольский   |
| 58 | Угорье            | посёлок                   | 273       | сельское поселение Кинельский      |
| 59 | Филипповка        | село                      | 108       | сельское поселение Комсомольский   |
| 60 | Формальный        | посёлок                   | 163       | сельское поселение Бобровка        |
| 61 | Чубовка           | село                      | 2249      | сельское поселение Чубовка         |
| 62 | Энергия           | посёлок                   | 103       | сельское поселение Кинельский      |
| 63 | Язевка            | посёлок                   | 119       | сельское поселение Кинельский      |

## Экономика
В районе 23 коллективных сельскохозяйственных предприятия различных форм собственности, 189 крестьянских фермерских хозяйств. Имеются 4 банка.
На территории расположены:
- Пивоваренный завод «Балтика» выпускающий пиво под брендом Самара
- Завод газированных напитков и соков компании «Coca Cola».

Закрытые предприятия
- Свинокомплекс ООО «Алексеевское» — ранее являлось образующим предприятием. Продажа
- ОАО «Кинельский молоко завод». Продажа

## Здравоохранение
Кинельская центральная больница города и района.

## Транспорт
Через район проходят автодороги республиканского и федерального значения: «Самара—Оренбург», «Самара—Волгоград», а также федеральная трасса М5 «Урал». Перевозки по автомобильным дорогам обеспечиваются как личным автотранспортом, так и различными автотранспортными предприятиями, муниципальными и частными. Основным районным маршрутом является 126 Кинель — Самара (Центральный автовокзал или ЖД вокзал). Кроме того, существует более 20 внутрирайонных маршрутов, связывающих районный центр с другими населёнными пунктами района, а также множество транзитных маршрутов.
Через Кинельский район проходит Южный ход Транссибирской магистрали «Москва—Самара—Уфа—Челябинск—Курган—Петропавловск—Омск—Новосибирск». Кинель — одна из крупнейших сортировочных станций Куйбышевской железной дороги. Здесь сходятся магистрали с четырёх направлений: на Самару (двухпутная, электрифицирована по системе постоянного тока, интенсивное движение пассажирских, пригородных и грузовых поездов), на Уфу (двухпутная, электрифицирована по системе постоянного тока, интенсивное движение пассажирских и грузовых поездов), Оренбург (двухпутная, неэлектрифицированная, планируется электрификация по системе переменного тока, входит в состав Южно-Уральской железной дороги, движение пассажирских и пригородных поездов, интенсивное грузовое движение) и Южный обход Самарского узла, соединяющий напрямую станции Кинель и Звезда. В дальнем сообщении пассажирские перевозки обслуживаются вокзалом ст. Кинель. Пригородные перевозки осуществляются также через остановочные пункты, станции и платформы, расположенные по всему району.
Речной и авиационный транспорт в районе не развиты.